# Селянин (Болгарія)
Селя́нин (болг. Селянин) — село в Софійській області Болгарії. Входить до складу общини Іхтіман.

## Населення
За даними перепису населення 2011 року у селі проживали 7 осіб, усі — болгари.
Розподіл населення за віком у 2011 році:
Динаміка населення: